# Nicholas Diaco
Nicholas Xavier Diaco (Voorhees, 6 marzo 1998) è un giocatore di football americano statunitense naturalizzato italiano, tight end dei Panthers Parma e della nazionale italiana con cui si è laureato campione d'Europa nel 2021.

## Carriera

### Club
Dopo aver giocato per la squadra di college dei Colgate Raiders è costretto dalla pandemia di COVID-19 del 2019-2021 a fermare la sua carriera per un anno. Nel 2021 è ingaggiato dai Panthers Parma, coi quali si laurea campione d'Italia.

### Nazionale
Viene convocato in nazionale per la prima volta nel 2021. Il 31 ottobre 2021 si laurea campione d'Europa con la nazionale dopo aver battuto la nazionale svedese nella finale del campionato europeo per 41-14.

## Palmarès

### Nazionale
- Campionato europeo di football americano: 1

Europa 2021

### Club
- Campionato italiano di football americano: 1

Panthers Parma: 2021